# Joseph Courtat
Joseph Courtat (Alle, 11 agosto 1919 – Bettlach, 19 gennaio 1990) è stato un calciatore svizzero, di ruolo difensore.

## Carriera

### Club
Ha sempre giocato nel campionato svizzero.

### Nazionale
Ha collezionato 10 presenze con la propria Nazionale.